# École normale supérieure Paris-Saclay
Die Hochschule École normale supérieure Paris-Saclay (ENS Paris-Saclay) – vormals École normale supérieure de Cachan (ENS Cachan) – ist eine interdisziplinäre französische Grande École, die zum Netzwerk der Écoles normales supérieures gehört und Gründungsmitglied der Universität Paris-Saclay ist. Sie ist eine der renommiertesten wissenschaftlichen Hochschulen in Frankreich.

## Geschichte
Die ENS Paris-Saclay wurde 1912 als École normale de l'Enseignement technique gegründet, 1932 in École normale supérieure de l'Enseignement technique (ENSET) umbenannt und trug seit 1985 den Namen École normale supérieure de Cachan.
Seit 1956 ist die Hochschule auf ihrem heutigen Campus in Cachan im Süden von Paris angesiedelt. Die geisteswissenschaftlichen Sektionen gehen im Jahre 1976 an die ENS in Fontenay und Saint-Cloud und in den achtziger Jahren werden in Cachan Fakultäten für Mathematik, Chemie, Wirtschaft und Sozialwissenschaften gegründet. So wird das Profil der Hochschule immer klarer: angewandte Naturwissenschaften, Technik und Wirtschaftswissenschaften.
1994 wird die Außenstelle der ENS Cachan in Ker Lann bei Rennes in der Bretagne gegründet, die seit 2013 als ENS Rennes selbständig ist.
2014 gründete die Hochschule mit 8 weiteren Grandes Écoles und 2 Universitäten die Universität Paris-Saclay.
Im Jahr 2018 ist der Umzug auf den neuen Campus im Süden von Paris geplant. In diesem Zug wurde zum Studienbeginn 2016 die Umbenennung in École normale supérieure de Paris-Saclay vorgenommen.

## Zulassung
Wie an Grandes écoles üblich, erfolgt die Aufnahme in die ENS Paris-Saclay nicht unmittelbar nach dem Abitur (Baccalauréat). Vielmehr müssen die Interessenten zwei weitere Schuljahre in sogenannten Vorbereitungsklassen (Classe préparatoire) absolvieren, die auf das extrem selektive Auswahlverfahren (Concours) der ENS Paris-Saclay vorbereiten. Jedes Jahr werden dann aus ca. 6.000 Bewerbern 360 Studierende ausgewählt und aufgenommen. Mit Aufnahme in die ENS Paris-Saclay erhalten die als normaliens bezeichneten Studierenden einen beamtenähnlichen Status samt Gehalt. Viele der Schüler beginnen jedoch in der Privatwirtschaft.

## Studium
Die Hochschule ist die größte der vier französischen Écoles normales supérieures und bietet Studiengänge sowie die Vorbereitung auf die Agrégation auf den Gebieten der Naturwissenschaften, Technik und Wirtschaft an.
Viele der angebotenen Studienprogramme sind Kooperationen mit anderen angesehenen französischen Hochschulen wie z. B. der École Polytechnique, HEC Paris, ENSAE ParisTech und Universität Paris-Süd.
Als forschungsintensive Hochschule pflegt sie auch eine Vielzahl internationaler Partnerschaften. So bestehen enge Kooperationen mit der Universität Oxford, EPFL, HU Berlin, TU München, RWTH Aachen, Universität Erlangen, Universität Tokio und Universität Padua.

## Forschung
Wie an den übrigen Écoles normales supérieures gibt es an der ENS Paris-Saclay zahlreiche Forschungsgruppen, so 12 Labore, die zum CNRS gehören und das gesamte Spektrum der Studiengänge abdecken. Ihr angeschlossen sind ebenso 3 Institute, die sich auf Grundlagenforschung, Ingenieur- und Sozialwissenschaften fokussiert haben.

## Bekannte Absolventen
(Absolventen der ENS Cachan/ENS Paris-Saclay. In Klammern das Jahr der Aufnahme.)
- Alain Aspect (1965), Physiker
- Bernard Charlès
- Marie-Noëlle Lienemann (1972), Politikerin
- Bernard Menez (1944), Schauspieler und Sänger
- Gabriel Zucman (2005), Wirtschaftswissenschaftler
- Bernard Charlès (CEO von Dassault Systèmes)
- Frédéric Teulon
- Laurent Batsch (Präsident der Universität Paris-Dauphine)
- Philippe Aghion (Ökonom, Harvard-Universität)